# Керол Бейлі
Керол Бейлі (англ. Carol Baily; нар. 22 жовтня 1950) — колишня американська тенісистка.
Здобула 1 парний титул туру WTA.

## Фінали Туру WTA

### Парний розряд (1–0)
| Результат | Дата     | Турнір                    | Покриття | Партнерка       | Суперниці                 | Рахунок  |
| --------- | -------- | ------------------------- | -------- | --------------- | ------------------------- | -------- |
| Перемога  | Січ 1982 | Ньюпорт (Род-Айленд), США | Килим    | Марселла Мескер | Луча Романов Корінн Ваньє | 6–2, 6–1 |